# جوال (شركة اتصالات)
جوال هي شركة اتصالات فلسطينية متخصصة في الاتصالات اللاسلكية، وتدير أعمالها في الضفة الغربية وقطاع غزة، وهي إحدى شركات مجموعة الإتصالات الفلسطينية.

## المشاكل والعقبات
في نهاية عام 2001، عانت جوال من احتجاز معداتها من قبل السلطات الإسرائيلية بهدف إعاقة نموها وحصر شبكتها، ولم يكن بوسع جوال عندها سوى إيقاف بيع الخطوط الجديدة لكي تحافظ على مستوى خدماتها بما يتناسب مع سعة شبكتها. وابتدعت جوال طريقة جديدة في عام 2005 لتخطي هذه العقبة متمثلة في اعتماد مقاسم اتصال في لندن، وبذلك تكون جوال أول شركة اتصالات خلوية في العالم تخدم مشتركيها عبر مقاسم تبعد آلاف الأميال عن مقرها.